# Phyllanthus ambatovolanus
Phyllanthus ambatovolanus är en emblikaväxtart som beskrevs av Jacques Désiré Leandri. Phyllanthus ambatovolanus ingår i släktet Phyllanthus och familjen emblikaväxter. Inga underarter finns listade i Catalogue of Life.